# Andamarca
Andamarca è un comune (municipio in spagnolo) della Bolivia nella provincia di Sud Carangas (dipartimento di Oruro) con 6.794 abitanti dato 2010).

## Cantoni
Il comune è suddiviso in 3 cantoni.
- Andamarca
- Eduardo Avaroa
- Orinoca